# Purslow
Purslow – osada w Anglii, w hrabstwie Shropshire. Leży 35 km na południe od miasta Shrewsbury i 218 km na północny zachód od Londynu.